# Robert Kipkoech Cheruiyot
Robert "Mwafrika" Kipkoech Cheruiyot (Kapsabet, Kenya, 26 de setembre de 1978), de vegades conegut com Omar Ahmed, és un corredor de marató de Kenya i és l'antic posseïdor del rècord i quatre vegades guanyador de la Marató de Boston.

## Primers anys
Cheruiyot va començar a córrer a l'escola, però en no poder pagar les quotes va haver d'abandonar l'escola secundària. Va acabar treballant en una perruqueria a Mosoriot, però amb prou feines podia comprar menjar a causa del seu baix salari. Més tard, va aconseguir accedir al camp d'entrenament de Moses Tanui a Kaptagat. Al cap de poc va fer un gran pas endavant guanyant una cursa local de 10 km el 2001 i va començar a córrer en competicions internacionals.
Cheruiyot va guanyar la Mitja Marató Roma-Ostia el març de 2002. En el seu debut a la marató, a la marató de Milà el desembre de 2002, tres corredors - el mateix Cheruiyot, Mike Rotich i Daniele Caimmi - van marcar el mateix temps, 2:08:59 hores, però Cheruiyot es va fer amb el triomf. Cheruiyot també va guanyar la Saint Silvester Road Race a finals de 2002, la primera de tres.

## Maratons importants
Va guanyar la Marató de Boston el 2003, 2006, 2007 i 2008. El seu temps el 2006 de 2:07:14 va batre el rècord de la marató de Boston establert per Cosmas Ndeti 12 anys abans. El seu rècord va ser batut el 2010 per Robert Kiprono Cheruiyot (sense relació) amb un temps de finalització de 2:05:52.
Va acabar 4t a la Marató de Nova York el 2005 i 2n a la Marató de Nova York el 2009. El 2005 només puc quedar cinquè a Boston. Durant la seva victòria a Chicago el 2006, Cheruiyot no va arribar a trencar cinta de la línia de meta. Es va relliscar al final i va creuar la línia de meta mentre es relliscava cap endavant, cosa que el va convertir en el guanyador. Es va decidir que va creuar la línia de meta en fer-ho. Es va fer mal al cap contra el terra en la caiguda i va haver de ser tret de la pista en una cadira de rodes. Va patir una contusió cerebral i va ser donat d'alta de l'hospital després de dos dies d'observació. El seu temps de 2.07.35 va ser cinc segons més ràpid que el del segon classificat Daniel Njenga. El triomf a Chicago el va deixar al capdamunt de les classificacions de World Marathon Majors 2006 i va guanyar el seu gran premi.
El 2007 Cheruiyot va defensar el seu títol i va guanyar la seva tercera marató de Boston amb un temps oficial de 2:14:13. Compatriotes kenyans van ser segon i tercer. Era la quinzena vegada els últims 17 anys que un kenià guanyava la marató de Boston, però també era la Marató de Boston més lent des del 1977, ja que els corredors es van enfrontar a vents freds en contra que arribaven a 50 milles per hora. Cheruiyot també va guanyar $100,000 per la victòria i va obtenir un important avantatge a la World Marathon Majors.
El 21 d'abril de 2008 va guanyar la seva quarta marató de Boston amb un temps de 2:07:45, convertint-se en el primer a guanyar quatre vegades a la divisió oberta masculina des de Bill Rodgers (la seva companya kenyana Catherine Ndereba va registrar la seva quarta victòria el 2005). A l'abril de 2009, Cheruiyot va començar la Marató de Boston però no va acabar i va ser enviat a l'hospital.

## Palmarés
| Año  | Prova                                              | Lloc                     | Classificació | Distància | Marca   |
| ---- | -------------------------------------------------- | ------------------------ | ------------- | --------- | ------- |
| 2001 | Marató de Rotterdam                                | Rotterdam, Països Baixos | 10è           | Marató    | 2:10:41 |
| 2001 | Marató de Reims                                    | Reims, França            | 1er           | Marató    | 2:13:17 |
| 2002 | Marató de Milà                                     | Milà, Itàlia             | 1er           | Marato    | 2:08:59 |
| 2002 | Marató de París                                    | París, França            | 4t            | Marató    | 2:09:39 |
| 2003 | Marató de Boston                                   | Boston, Estats Units     | 1er           | Marató    | 2:10:11 |
| 2004 | Marató de Chicago                                  | Chicago, Estats Units    | 12è           | Marató    | 2:14:23 |
| 2005 | Marató de Boston                                   | Boston, Estats Units     | 5è            | Marató    | 2:14:30 |
| 2005 | Marató de Nova York                                | Nova York, Estats Units  | 4t            | Marató    | 2:11:01 |
| 2006 | Marató de Boston                                   | Boston, Estats Units     | 1er           | Marató    | 2:07:14 |
| 2006 | Marató de Chicago                                  | Chicago, Estats Units    | 1er           | Marató    | 2:07:35 |
| 2007 | Marató de Boston                                   | Boston, Estats Units     | 1er           | Marató    | 2:14:13 |
| 2008 | Marató de Boston                                   | Boston, Estats Units     | 1er           | Marató    | 2:07:45 |
| 2009 | Campionats del Món de Marató                       | Berlín, Alemanya         | 5è            | Marató    | 2:10:46 |
| 2009 | Marató commemorativa d'obertura del pont d'Incheon | Incheon, Corea del Sud   | 3r            | Marató    | 2:14:29 |
| 2009 | Marató de Nova York                                | Nova York, Estats Units  | 2n            | Marató    | 2:14:29 |
| 2011 | Shanghai Marathon                                  | Shanghai, Xina           | 7è            | Marató    | 2:12:35 |